# Al-Malkijja
Al-Malkijja (arab. المالكية) – nieistniejąca już arabska wieś, która była położona w Dystrykcie Safedu w Mandacie Palestyny. Wieś została wyludniona i zniszczona podczas I wojny izraelsko-arabskiej, po ataku Sił Obronnych Izraela w dniu 28 maja 1948 roku.

## Położenie
Al-Malkijja leżała na wzgórzach w północnej części Górnej Galilei, powyżej doliny Hula. Była położona na wysokości 675 metrów p.p.m., w odległości 15,5 kilometrów na północny wschód od miasta Safed. Według danych z 1945 roku do wsi należały ziemie o powierzchni 7 328 ha. We wsi mieszkało wówczas 360 osób.
| własność gruntów | powierzchnia gruntów (hektary) |
| ---------------- | ------------------------------ |
| Arabowie         | 7 326                          |
| Żydzi            | 0                              |
| publiczne        | 2                              |
| Razem            | 7 328                          |

| Rodzaj użytkowanych gruntów | Arabowie (hektary) | Żydzi (hektary) |
| --------------------------- | ------------------ | --------------- |
| uprawy oliwek               | 105                | 0               |
| uprawy zbóż                 | 4 225              | 0               |
| nieużytki                   | 3 048              | 0               |
| zabudowane                  | 55                 | 0               |

## Historia
W 1596 roku al-Malkijja należała do Imperium Osmańskiego. Liczyła wówczas 369 mieszkańców, którzy utrzymywali się z upraw pszenicy i jęczmienia, oraz hodowli kóz i pasieki. Po I wojnie światowej wieś została początkowo przyznana francuskiemu Mandatowi Syrii i Libanu, jednak w 1920 roku przepisano ją do brytyjskiego Mandatu Palestyny.
Przyjęta 29 listopada 1947 roku Rezolucja Zgromadzenia Ogólnego ONZ nr 181 przyznała te tereny państwu żydowskiemu. Wieś al-Malkijja znalazła się przy samej granicy pomiędzy przyszłym państwem żydowskim a Libanem. Pod koniec wojny domowej w Mandacie Palestyny wieś zajęły siły żydowskiej organizacji paramilitarnej Hagana. Na samym początku I wojny izraelsko-arabskiej, rankiem 15 maja 1948 roku libańska piechota, wspierana przez artylerię i kilka czołgów, zmusiła żydowskich obrońców do opuszczenia granicznych pozycji obronnych w rejonie wioski i wycofania się do przygranicznego moszawu Ramot Naftali. Pomimo poniesienia dużych strat własnych, zdołano powstrzymać libańskie natarcie. Następnie w nocy z 15 na 16 maja przeprowadzono dywersyjny rajd, podczas którego zniszczono most na rzece Litani, w odległości 10 km w głębi terytorium Libanu. Zniszczenie mostu powstrzymało na dwa tygodnie działania ofensywne libańskiej armii, i zmusiło Libańczyków do zaangażowania większych sił w ochronę swoich tyłów. W dniu 28 maja 1948 roku izraelscy żołnierze zajęli wieś, której mieszkańcy zostali zmuszeni do opuszczenia swoich domów. Następnie wyburzono wszystkie domy.

## Miejsce obecnie
W miejscu wioski powstał w 1949 roku kibuc Malkijja. Palestyński historyk Walid Chalidi, tak opisał pozostałości wioski al-Malkijji: „Obszar wioski jest ogrodzonym terenem wojskowym, rejon jest niedostępny”.